# کارنی ویلسون
کارنی ویلسون (به انگلیسی: Carnie Wilson) (زاده ۲۹ آوریل ۱۹۶۸) خواننده، مجری تلویزیون آمریکایی است.او فرزند ماریلین ویلسون-رادرفورد و برایان ویلسون است.او خواهر وندی ویلسون است.